# Plexechinus spectabilis
Plexechinus spectabilis is een zee-egel uit de familie Plexechinidae.
De wetenschappelijke naam van de soort werd in 1948 gepubliceerd door Theodor Mortensen.